# Fórmula Student
Formula Student, también conocida como SAE Formula Student, es una competición automovilística entre estudiantes de universidades de todo el mundo que promueve la excelencia en ingeniería a través de una competición automovilística donde cada equipo universitario diseña y construye un vehículo monoplaza con el que posteriormente compite. A diferencia de la Fórmula 1, el objetivo principal de Fórmula Student no es la velocidad sino que se valoran diversas características técnicas y económicas del diseño, y también el plan de negocio y la viabilidad empresarial del proyecto.

## Origen

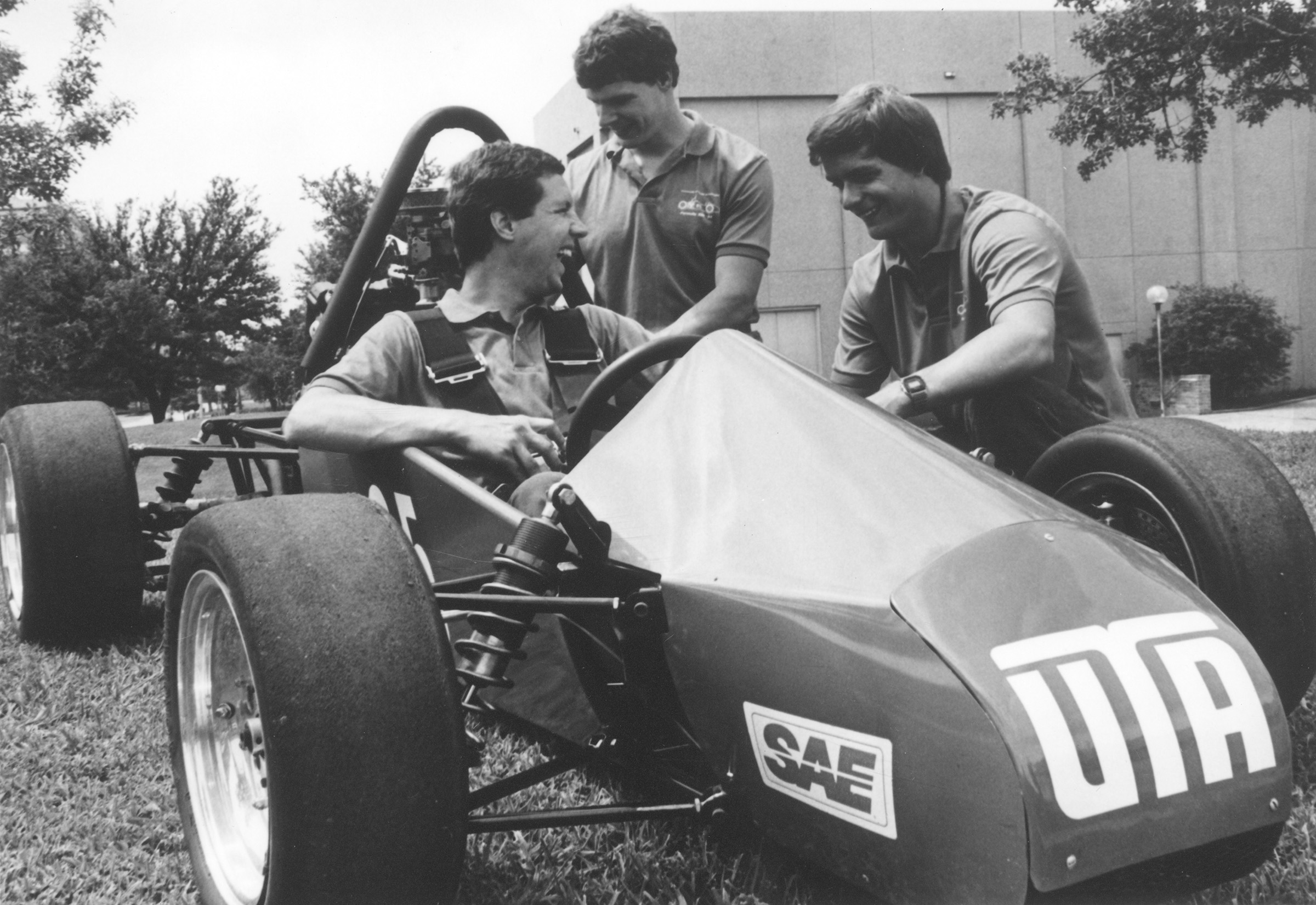
Coche del Formula SAE de University of Texas at Arlington, 1986

La primera competición empezó a gestarse en 1979 cuando Mark Marshek, docente de la Universidad de Houston, contactó con el Departamento de Relaciones Educativas de la Sociedad de Ingenieros de Automoción (Society of Automotive Engineers, SAE). Poco después, en 1981, se organizó en la Universidad de Texas en Austin la primera edición de la Fórmula SAE, en la que participaron 6 equipos formados por unos 40 alumnos.
Actualmente se celebran competiciones en numerosos países de todo el mundo, entre ellos España, que desde el año 2010 cuenta con su propia competición, promovida por la STA (sociedad de técnicos de automoción). Todas ellas utilizan la misma normativa base original de la Fórmula SAE y los resultados de las competiciones son recogidos y puntúan en un ranking mundial.

## Objetivo
El objeto de la competición es simular una situación real en la cual una empresa de competición contrata al equipo para desarrollar un prototipo cuyos compradores hipotéticos serían corredores amateur. Debido a ello, el vehículo debe satisfacer unas prestaciones elevadas en aceleración, frenada, y estabilidad, pero también debe ser fácil de mantener, barato y fiable. Otros factores como la estética y el confort se valoran igualmente. La victoria es para el equipo que mejor logre superar todos estos requisitos.
Por todo ello se valoran y puntúan los siguientes aspectos:
| Pruebas                                 | Competición | Driverless Cup |
| Aspectos estáticos                      | 325         | 150            |
| --------------------------------------- | ----------- | -------------- |
| Plan de negocio                         | 75          | -              |
| Análisis de costes                      | 100         | -              |
| Diseño de ingeniería                    | 150         | 150            |
| Aspectos dinámicos                      | 675         | 450            |
| Agarre y estabilidad (skidpad)          | 50          | -              |
| Agarre y estabilidad (skidpad) autónomo | 75          | 75             |
| Aceleración                             | 50          | -              |
| Aceleración autónoma                    | 75          | 75             |
| Autocross                               | 100         | -              |
| Autocross autónomo                      | -           | 100            |
| Resistencia                             | 250         | -              |
| Eficiencia                              | 75          | -              |
| Seguimiento (trackdrive)                | -           | 200            |
| Total                                   | 1000        | 600            |

## Categorías
En función del grado de madurez del proyecto, se establecen las siguientes categorías o clases.

### Clase 3
Se trata de la categoría de acceso para equipos nuevos, en la cual participan únicamente vehículos en fase de diseño y validación del modelo. Como norma general y para fomentar el progreso, un equipo no se puede presentar a esta categoría dos años consecutivos, teniendo que hacerlo en las superiores. Se permiten excepciones para aquellos equipos que, además, se presenten a las clases 2 o 1.
Únicamente se puntúan las pruebas de diseño, presentación y coste.

### Clase 2
Esta categoría está pensada para equipos que ya hayan superado los conceptos básicos del diseño inicial y hayan logrado fabricar un vehículo completo. El requisito mínimo de entrada en esta categoría es disponer de un chasis completo. Al igual que en la categoría 3, los equipos que hayan participado un año en esta categoría han de promocionar a la primera en el próximo año para poder participar también en ésta. Únicamente se puntúan las pruebas de diseño, presentación y coste.

### Clase 1
En esta categoría participan los monoplazas totalmente construidos y que son capaces de desplazarse. Es la categoría más importante de todas, y un mismo vehículo solamente puede participar en ella durante los 12 meses siguientes a la primera competición en la que participa. Esta regla obliga a los equipos a progresar y fabricar cada vez nuevos vehículos. Se permite reaprovechar los componentes de monoplazas antiguos, salvo el chasis. Dentro de la categoría existen las llamadas "series 200", en la que pueden participar vehículos de hasta 2 años de antigüedad. Los equipos puntúan aquí en todas las pruebas (diseño, presentación, coste, aceleración, skidpad, autocross, endurance y consumo de combustible).

## Equipos españoles
| Equipo                     | Universidad                                                    | Categoría                     |
| -------------------------- | -------------------------------------------------------------- | ----------------------------- |
| FSUPV Team                 | Universitat Politècnica de València (UPV)                      | Combustión Híbrida / Autónomo |
| UPCT Racing Team           | Universidad Politécnica de Cartagena                           | Combustión                    |
| Uniovi eTech Racing        | Universidad de Oviedo                                          | Eléctrica                     |
| UVigo Motorsport           | Universidad de Vigo                                            | Combustión y Autónoma         |
| UPC ecoRacing              | Universitat Politecnica de Cataluña (ESEIAAT)                  | Eléctrico / Autónomo          |
| Fórmula UEM                | Universidad Europea de Madrid                                  | Combustión                    |
| ARUS Andalucía Racing Team | Universidad de Sevilla                                         | Eléctrica y Autónoma          |
| Fórmula Gades              | Universidad de Cádiz                                           | Combustión                    |
| Barcelona eMotorsport      | Escuela Técnica Superior de Ingeniería Industrial de Barcelona | Eléctrica y Autónoma          |
| ISC FS Racing Team         | Universidad Pontificia Comillas                                | Eléctrica y Combustión        |
| MAD Formula Team           | Universidad Carlos III de Madrid                               | Combustión                    |
| Ü MOTORSPORT               | Universidad Rey Juan Carlos                                    | Combustión y Autónoma         |
| UPMRacing                  | Universidad Politécnica de Madrid                              | Eléctrica y Combustión        |
| Tecnun eRacing             | Tecnun, Universidad de Navarra                                 | Eléctrica                     |
| FS Bizkaia                 | UPV Bilbao                                                     | Eléctrica                     |
| Fórmula Student Vitoria    | UPV Vitoria                                                    | Eléctrica                     |
| Málaga Racing Team         | UMA Universidad de Málaga                                      | Eléctrica                     |
| TecnoCampus MotorSports    | TecnoCampus Mataró-Maresme (Universidad Pompeu Fabra)          | Eléctrica                     |
| Dynamics UPC Manresa       | UPC Manresa (EPSEM)                                            | Combustión                    |
| Nova Racing Team           | UPC Vilanova i la Geltrú (EPSEVG)                              | Combustión                    |
| e-Tech Racing              | UPC Barcelona (EEBE)                                           | Eléctrica                     |
| UJI Motorsport             | Universitat Jaume I                                            | Combustión                    |
| UNEX Motorsport            | Universidad de Extremadura                                     | Combustión                    |
| VallRacing Team            | Universidad de Valladolid                                      | Combustión                    |
| Fórmula USAL               | Universidad de Salamanca                                       | Eléctrica                     |
| EUSS Motorsport            | EUSS Barcelona                                                 | Eléctrica                     |